# 増田里穂
増田 里穂（ますだ りほ）は、日本の漫画家。

## 略歴
- 2011年 - 第516回別マまんがスクールにおいて『ボーイフレンド』がデビュー賞受賞。『別冊マーガレット』に掲載されデビューした。

## 作品リスト
全て集英社、マーガレットコミックスから刊行されている。
- フミキリ、君の手、桜道。（2014年10月24日発売[1]、ISBN 978-4-08-845286-9）
  - フミキリ、君の手、桜道。（『別冊マーガレット』2014年9月号別冊ふろく『moi!』7号）
  - サマーカプセル-キミのヒトミに映るもの-（『ザ マーガレット』2013年12月号）
  - たとえば、空にクジラが飛んで。[2]（『bianca』2013年6月号（3号））
  - ボーイフレンド（『別冊マーガレット』2011年6月号、デビュー作。）
- 春庭-ハルニワ-（2015年10月23日発売[3]、ISBN 978-4-08-845434-4）
  - 春庭-ハルニワ-（『別冊マーガレット』2015年3月号）
  - 白と万華鏡（『別冊マーガレットsister』2014年11月増刊号）
  - 花アカネ、光る。（『別冊マーガレットsister』2015年5月増刊号）
  - 真昼のシンデレラ（『別冊マーガレット』2011年11月号別冊ふろく『別マex「学園祭」』）
- スタンドバイミー・ラブレター[4]（2017年1月25日発売[5]、『別冊マーガレット』2016年9月号[6] - 12月号[7]、ISBN 978-4-08-845707-9、全1巻、初連載作[8]。）

### イラスト
- 八月三十二日がはじまっちゃった[9]（山内マリコの小説、『別冊マーガレット』2012年9月号別冊ふろく『bianca』1 1/2号）
- （タイトルなし）（『別冊マーガレット』2014年9月号別冊ふろく『moi!』7号）
- （タイトルなし）（『別冊マーガレット』2018年12月号別冊ふろく『長編読みきりスペシャルBOOK』）
- （タイトルなし）（『別冊マーガレット』2019年8月号別冊ふろく『可愛い小さな恋の話。』）

### その他
- 小さな世界の物語「不思議系文学男子」[10]（『別冊マーガレット』2012年3月号「MEN'SカラーイラストGP」）
- 旧校舎、西側3階音楽室前[11]（『別冊マーガレット』2011年12月号「別マニュアルジェネレーションカラーイラストGP」）

### 単行本未収録作品
- 冬の記憶（『別冊マーガレットsister』2012年1月増刊号）
- 落花のエピローグ（『ザ マーガレット』2012年6月号）
- 25日のハグルマ（『別冊マーガレット』2012年12月号別冊ふろく『別マTWO』Vol.6）
- エバーグリーンのあの日から[12]（『bianca』2012年11月号（2号））
- サマーカブセル（『別冊マーガレット』2013年7月号別冊ふろく『別マTWO』Vol.12新連載広告編GP）
- 夏熱いろめく（『別冊マーガレットsister』2015年11月増刊号）
- メイビー・ビタースイート[13]（『別冊マーガレットsister』2017年2月増刊号）
- 10月のきみと青（『ザ マーガレット』2017年12月号）
- ガールフレンド・メモリーズ（『別冊マーガレット』2018年12月号別冊ふろく『長編読みきりスペシャルBOOK』）
- 僕の知らない愛とか、恋とか。（『別冊マーガレット』2019年8月号別冊ふろく『可愛い小さな恋の話。』）
- バイバイマイブルー[14]（『ザ マーガレット』2020年春号）